# 洪天貴福
洪天貴福（1849年11月23日—1864年11月18日），廣東省廣州府花縣官祿村人，為太平天國的第二代君主。他是洪秀全长子，生母賴蓮英。初名天贵，后加福字。部份清代史料誤稱其為「洪福瑱」，這是對太平天國玉璽自右向左書寫的小字「真主」二字誤讀而造成的。

## 生平
洪秀全在1851年建立太平天國時，立洪天貴福為王世子，尊稱為幼主萬歲。
1864年（同治三年）6月1日洪秀全去世後，洪天貴福於6月6日在天京（今江蘇省南京市）圍城中即位，成为“幼天王”，在位僅43日。
1864年7月19日天京失守，湘軍統帥曾國荃縱兵屠城、姦淫擄掠，毫無軍紀可言。洪天貴福兄妹家眷失散後隨忠王李秀成率部突圍；事敗，忠王以座騎送幼主前行，自己殿後被俘遇害。尊王劉慶漢死戰護駕至安徽廣德，投奔干王洪仁玕，然城小難支；遂於8月13日同赴浙江湖州依附堵王黃文金，復遭淮軍劉銘傳部連續圍攻。8月26日城潰，黃文金掩護幼主出走時，戰死於安徽寧國。軍師洪仁玕率餘部計畫前往江西會合侍王李世賢與康王汪海洋，但不知其等已入廣東，而沿途被湘軍席寶田部緊追。10月9日於江西石城楊家牌遇伏，劉慶漢戰殁、洪仁玕被俘不屈而死；洪天貴福獨自在附近地區流浪多日，10月25日在石城荒山中被清军俘获。
江西巡撫沈葆禎未將其押赴北京，而以斬草除根為目，報請慈禧太后令將俘員即地全處極刑。行刑前日，一名審訊官员唐佳同骗其招供即可獲赦，將來讀書考功名；洪感激而言聽計從寫道：「那打江山的事都是老天王（洪秀全）做的，與我無干。就是我登極後，都是忠王（李秀成）和干王（洪仁玕）他們做的」，如有機會獲釋，願隨唐返湖南考秀才和娶妻生子。但可惜在翌日的11月18日清晨至下午酉時，洪天贵福在南昌被凌遲逾千刀處死，實年僅14歲，是人類已知歷史上凌遲死刑紀錄中最年幼者。沈葆禎親自監刑，以此功晉正三品輕車都尉。

## 妃
四位后妃都稱為幼娘娘：
1. 黃氏，廣西人。
2. 黃氏，廣西人。
3. 侯氏，安慶人。
4. 張氏，湖北人。

## 影視形象

### 電視劇
| 年份   | 地區         | 作品         | 演員   |
| 1988年 | 香港無綫電視 | 《太平天國》 | 侯振宇 |